# Sierogłazka
Sierogłazka (ros. Сероглазка) – wieś w Rosji, w obwodzie astrachańskim, w rejonie jenotajewskim. W 2010 liczyła 409 mieszkańców, głównie Kazachów.